# Joe Cada
Joseph „Joe“ Cada (* 18. November 1987 in Shelby Township, Michigan) ist ein professioneller US-amerikanischer Pokerspieler.
Cada hat sich mit Poker bei Live-Turnieren mehr als 14,5 Millionen US-Dollar erspielt. Er gewann 2009 die Poker-Weltmeisterschaft und ist insgesamt vierfacher Braceletgewinner der World Series of Poker. Im Jahr 2019 wurde der Amerikaner als einer der 50 besten Spieler der Pokergeschichte genannt.

## Persönliches
Cadas Mutter arbeitet als Black-Jack-Croupière. Cada hat einen älteren Bruder. Sein Vater arbeitete in der Automobilindustrie, wurde aber während der Rezession in den späten 2000er-Jahren arbeitslos. Im Jahr 2011 eröffnete Cada eine Sport- und Pokerbar in Sterling Heights, in der Nähe seiner Heimatstadt Shelby Township.

## Pokerkarriere

### Werdegang
Cada begann das Pokerspielen online bei Full Tilt Poker und UltimateBet. Dort nutzte er, wie mittlerweile auch auf PokerStars, den Nickname jcada99. Insgesamt gewann der Amerikaner von 2003 bis 2012 rund 570.000 US-Dollar in Online-Pokerturnieren.
Im Juni 2009 war Cada erstmals bei der World Series of Poker (WSOP) im Rio All-Suite Hotel and Casino am Las Vegas Strip erfolgreich und platzierte sich zunächst bei zwei Turnieren der Variante No Limit Hold’em in den Geldrängen. Anschließend spielte er das Main Event und erreichte mit dem fünftgrößten Chipstack den Finaltisch, der im November 2009 ausgespielt wurde. Dort setzte sich der Amerikaner am 10. November 2009 im Heads-Up gegen Darvin Moon durch und sicherte sich zusätzlich zum Weltmeistertitel ein Bracelet sowie eine Siegprämie von mehr als 8,5 Millionen US-Dollar. Mit seinem Alter von 21 Jahren und 357 Tagen löste Cada damit Peter Eastgate als bisher jüngsten Gewinner des Main Events ab.
Im Januar 2012 sicherte sich Cada einen Titel beim PokerStars Caribbean Adventure auf den Bahamas mit einem Preisgeld von rund 175.000 US-Dollar. Bei der WSOP 2012 erzielte er drei Geldplatzierungen und erhielt sein mit Abstand höchstes Preisgeld von mehr als 400.000 US-Dollar für einen zweiten Platz. Mitte Juni 2014 gewann der Amerikaner die No-Limit Hold’em 6-Handed Championship der WSOP 2014 und damit sein zweites Bracelet sowie eine Siegprämie von rund 670.000 US-Dollar. Bei der WSOP 2018 sicherte er sich sein drittes Bracelet und gewann ein Shootout-Event mit rund 225.000 US-Dollar Siegprämie. Anschließend erreichte er im Main Event mit dem sechstgrößten Chipstack den Finaltisch, der ab 12. Juli 2018 gespielt wurde. Cada belegte den fünften Platz und erhielt ein Preisgeld in Höhe von 2,15 Millionen US-Dollar. Nach diesem Erfolg gewann er das Closer-Event der Serie und sicherte sich sein viertes Bracelet sowie knapp 615.000 US-Dollar Siegprämie. Im Rahmen der 50. Austragung der World Series of Poker wurde der Amerikaner im Juni 2019 als einer der 50 besten Spieler der Pokergeschichte genannt. Eine Woche später belegte er bei einem Event der Turnierserie den zweiten Platz und erhielt knapp 470.000 US-Dollar.

### Preisgeldübersicht
| Jahr   | Preisgeld (in $) | Turniersiege |
| ------ | ---------------- | ------------ |
| 2009   | 8.574.649        | 1            |
| 2010   | 51.450           | 0            |
| 2011   | 89.923           | 0            |
| 2012   | 596.189          | 1            |
| 2013   | 313.969          | 0            |
| 2014   | 688.039          | 1            |
| 2015   | 79.674           | 0            |
| 2016   | 66.947           | 0            |
| 2017   | 55.648           | 0            |
| 2018   | 3.127.934        | 2            |
| 2019   | 610.974          | 0            |
| 2020   | 0                | 0            |
| 2021   | 25.660           | 0            |
| 2022   | 114.425          | 0            |
| 2023   | 217.270          | 0            |
| gesamt | 14.612.751       | 5            |

### Braceletübersicht

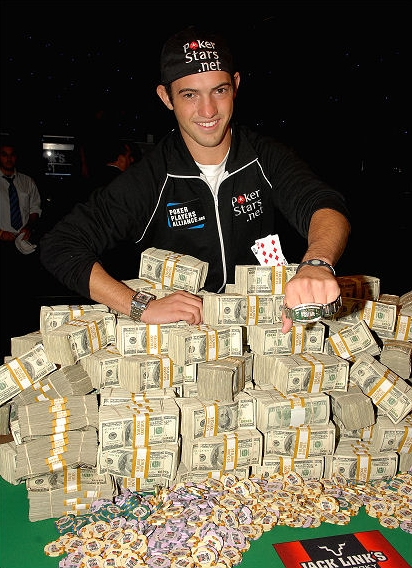
Cada nach seinem Weltmeistertitel

Cada kam bei der WSOP 63-mal ins Geld und gewann vier Bracelets:
| Jahr | Buy-in (in $) | Turnier                                          | Teilnehmer | Preisgeld (in $) |
| ---- | ------------- | ------------------------------------------------ | ---------- | ---------------- |
| 2009 | 10.000        | No-Limit Hold’em Main Event – World Championship | 6494       | 8.547.044        |
| 2014 | 10.000        | No-Limit Hold’em 6-Handed Championship           | 0264       | 0.670.041        |
| 2018 | 03.000        | No-Limit Hold’em Shootout                        | 0363       | 0.226.218        |
| 2018 | 01.500        | The Closer No-Limit Hold’em (30 minute levels)   | 3120       | 0.612.886        |